# Jon Busch
Jon Busch (Queens, Nueva York, 18 de agosto de 1976) es un exfutbolista y entrenador estadounidense, juega como arquero. Es entrenador de arqueros en el Pittsburgh Riverhounds desde 2023.

## Clubes
| Club                   | País           | Año       |
| ---------------------- | -------------- | --------- |
| Worcester Wildfire     | Estados Unidos | 1997      |
| Carolina Dynamos       | Estados Unidos | 1997      |
| Hampton Roads Mariners | Estados Unidos | 1998-2000 |
| Hershey Wildcats       | Estados Unidos | 2001      |
| Columbus Crew          | Estados Unidos | 2002-2006 |
| Chicago Fire           | Estados Unidos | 2007-2009 |
| San José Earthquakes   | Estados Unidos | 2010-2014 |
| Chicago Fire           | Estados Unidos | 2015      |
| Indy Eleven            | Estados Unidos | 2016-2017 |

## Palmarés

### Campeonatos nacionales
| Título                 | Club                 | País           | Año  |
| ---------------------- | -------------------- | -------------- | ---- |
| MLS Supporters' Shield | San Jose Earthquakes | Estados Unidos | 2012 |

### Distinciones individuales
| Distinción                   | Año  |
| ---------------------------- | ---- |
| Guardameta del Año de la MLS | 2008 |